# 米須興文
米須 興文（こめす おきふみ、1931年（昭和6年）12月31日 - 2015年（平成27年）12月17日）は、日本のイギリス文学及びアイルランド文学研究者、琉球大学名誉教授。専門はウィリアム・バトラー・イェイツ。

## 来歴・人物
沖縄県中城村北上原生まれ。戦時中の1944年から1945年、大分県に疎開。1948年、新設の野嵩高等学校1期生となり、のちに大城立裕に師事する。1952年、米国オハイオ州のマスキンガム大学に入学し、1955年に卒業、帰国する。1956年1月、琉球大学の夜間英語講座講師に就く。1958年から1963年ミシガン州立大学大学院にて英文学を学ぶ。1968年、同大より文学博士号取得。帰国後、琉球大学に復職、助教授、教授として教壇に立ち、1997年に定年退職。同年、沖縄国際大学特任教授となる。1991年沖縄タイムス出版文化賞受賞、2002年沖縄タイムス賞（文化賞）受賞。2015年12月17日、琉球大学病院にて呼吸器不全により死去。

## 著書

### 単著
- 『ミメシスとエクスタシス 文学と批評の原点』（勁草書房 1984年）
- The Double Perspective of W.B.Yeats's Aesthetic（Gerrards Cross, Colin Smythe 1984年）
- 『レダの末裔 アイルランド・ポリネシア・沖縄』（ひるぎ社 1986年）
- 『ピロメラのうた 情報化時代における沖縄のアイデンティティ』（沖縄タイムス社 1991年）
- 『アイルランド断章』（ひるぎ社 1994年）
- 『文学作品の誕生ーその文化的プロセスとしての意味』（沖縄タイムス社 1998年）
- 『マルスの原からパルナッソスへ 英文学の高峰に挑んだ沖縄少年』（影書房 2004年）
- 『ベン・ブルベンの丘をめざして 沖縄英文学者の半生と文学・文化批評』（出版舎Mugen 2013年）

### 共著
- 『ヘンリー・ジェイムス「ねじの回転」へのアプローチ』（文理書院 1970年）
- 『大学総合英語演習』（英宝社 1995年）

### 翻訳
- P.ウッドリング『アメリカの大学 巨大化の苦悩』（米盛裕二、宮里政玄共訳 東京大学出版会 UP選書 1971年）

### 記念論集
- ジャンルを越えて 米須興文教授退官記念論文集（同刊行会 1998年）